# Mario Scaccia
Mario Scaccia (Roma, 26 de diciembre de 1919 - Roma, 26 de enero de 2011) fue un actor y autor italiano. Fue una figura prominente en el teatro italiano del siglo XX.

## Biografía
El hijo de un pintor, durante la Segunda Guerra Mundial Scaccia fue reclutado en el ejército como oficial en Sicilia; hecho prisionero por el ejército estadounidense, fue enviado a Marruecos, donde permaneció como prisionero tres años. En 1945 regresó a Roma, donde abandonó sus estudios de pedagogía y se inscribió en la Academia Nacional de Arte Dramático Silvio D' Amico, asistiendo sólo el primer año; en 1946, se comenzó a aparecer en el escenario, por lo general como actor de carácter. En 1961 Scaccia fue cofundador, junto con Valeria Moriconi, Franco Enriquez y Glauco Mauri, de la Compagnia dei Quattro ("Compañía de los Cuatro") que ganó el éxito de crítica y público.  Al mismo tiempo Scaccia fue un prolífico actor de carácter en películas, series de televisión y programas de radio.
También Scaccia fue un escritor y poeta; Sus trabajos incluyen varias autobiografías. Murió en Roma a los 91 años, como resultado de complicaciones de una intervención quirúrgica.